# カナリア (映画)
『カナリア』は、塩田明彦監督・脚本による2004年の日本のドラマ映画。2004年11月20日、第5回東京フィルメックスのオープニング作品として上映された。2005年3月12日に一般公開された。オウム真理教による事件を基にしている。

## あらすじ
かつて母親が所属していたカルト組織・ニルヴァーナの施設で妹と共に暮らしていた少年・光一は、児童相談所に預けられていた。しかし母は戻ってくることはなく、祖父は妹だけを引き取った。光一は祖父母がいる東京を目指して、児童相談所を脱走した。その道中で、彼は援助交際をする少女・新名由希に出会った。

## スタッフ
- 監督・脚本 - 塩田明彦
- 製作 - 佐々木史朗、中川滋弘、川城和実
- プロデューサー - 松田広子
- 撮影 - 山崎裕
- 美術 - 林千奈
- 編集 - 深野俊英
- 音楽 - 大友良英
- エンディングテーマ - 向井秀徳「自問自答『カナリア』ミックス」
- 照明 - 佐藤讓
- 録音 - 郡弘道

## キャスト
岩瀬光一
演 - 石田法嗣
12歳。テロ事件を起こしたカルト組織・ニルバーナの元信者の少年。組織での呼び名は、“ラバナ”。冒頭で保護された児童養護施設を脱走し、祖父に引き取られた妹と、失踪した母を探し出して3人で暮らすことを目標に東京に旅に出る。組織を出た後も普段の生活では、入浴中や食前などにお祈りを唱えている。組織を抜けた後もマインド・コントロールの影響が残っており信者以外の人に反抗的な態度を取る。旅の間、護身用にドライバーをいつも携帯している。
新名由希
演 - 谷村美月
12歳。関西弁を話す少女。頭があまり良くないことを自認しており、言動が雑で思ったことを率直に言う性格。家庭環境に恵まれず、母は既に亡くなっており父親から暴力を受けている。亡くなった母が生前よく歌っていた『銀色の道』の歌が好きで、作中で何度か口ずさむ。冒頭で男に車で誘拐されそうになった所偶然出会った光一に助けてもらい、彼の旅について行く。

### 主なカルト信者たち(元信者も含む)
伊沢彰（あきら）（カルト元信者）
演 - 西島秀俊
組織では、子供たちの御供物(おくもつ)の世話などを任されている。組織での呼び名は“シュローパ”。組織の決まりや教義を知らない光一に教える。その後組織を脱退し光一と再会する。
プラーナ（カルト信者）
演 - 渡辺真起子
入団した光一親子に誓約書を書いてもらい、組織内では親子であっても大人と子供は離れて暮らすという決まりを説明する。
ジュナーナ（カルト信者）
演 - 水橋研二
ニルバーナの最高幹部の男。ある時光一が組織内で勝手な行動を取ったため罰を与える。道子と同じく事件を起こし指名手配される。
吉岡（カルト元信者）
演 - 戸田昌宏
光一と親しい大人の信者。普段は組織内の監視ルームのモニターを使って信者たちや外部から不審者が来ないかを見張っている。その後組織を脱退し光一と再会する。

### 光一の家族
岩瀬道子
演 - 甲田益也子
光一と朝子の母。夫は亡くなっており、光一と朝子を連れて3人で出家してニルヴァーナに入る。組織での呼び名は、“ルーシア”。その後数人のニルバーナの仲間と共に事件を起こし指名手配されている。
岩瀬朝子
演 - 味野和明日架
光一の妹。8歳。光一と共にわけがわからないまま道子に連れられニルヴァーナに入信させられる。光一とは違い大人しい性格。道子と離れて生活する寂しさを紛らわせるためか、服の襟元を噛む癖が身についてしまう。
岩瀬隆司（光一の祖父）
演 - 品川徹
自宅に来た由希に子供の頃の道子の思い出話を交えて子育てに失敗したことを後悔する。

### その他の主な人
咲樹（さき）
演 - りょう
梢と2人で旅行でのんびりと過ごしにやって来たがケンカしてしまう。バイセクシャルなのかこずえと付き合っているが自身には夫と子供がいる。
梢（こずえ）
演 - つぐみ
レズビアンの女性。咲樹と2人で森の中のコテージらしき場所で数日間を過ごしている。プロレス好きなのか、腕ひしぎ十字固めが得意。ギターの弾き語りができる。
冒頭の車の男
演 - 池内万作
冒頭で「ドライブに付き合ってくれたらお金をあげる」と言って由希を車に誘う。実は変質者で車に隠していた手錠が由希に見つかってしまい態度を豹変させる。
おっちゃん
演 - 奥村公延
由希と親しい70代ぐらいの老人。由希によると耳は聞こえているが話せないとのこと。光一が東京に行くためのお金の一部として一万円を由希に渡す
老婆
演 - 井上雪子
視覚障害がある。リサイクル業を営む知人の家に居候している。実は娘がニルバーナの信者だったことからその後自身も入信。知人の家に住んでいるのは、過去に娘に全財産をお布施させられたため住む所がなくなったため。
きむら
演 - 江口のりこ
リサイクル業を営む家で働く女性。作中の目の不自由な老婆の歩行時に付き添ったり身の回りの世話をしている。

## 受賞歴
- 第13回レインダンス映画祭 - グランプリ
- 第2回日本映画エンジェル大賞
- 第60回毎日映画コンクール - スポニチグランプリ新人賞（石田法嗣）
- 第20回高崎映画祭 - 新人女優賞（谷村美月）
- 第79回キネマ旬報ベスト・テン - 日本映画第7位
- 第15回 日本映画プロフェッショナル大賞 - ベストテン 第10位